# Джохадзе, Давид Викторович
Дави́д Ви́кторович Джоха́дзе (28 февраля 1935, с. Бостана, Грузинская ССР, СССР — 6 мая 2024) — советский и российский философ, специалист в области истории философии, диалектики и логики. Доктор философских наук, профессор.

## Биография
Окончил философский факультет Тбилисского государственного университета, где учился в 1953—1958 годах.
В 1959—1961 годах — ассистент кафедры философии Батумского педагогического института.
С 1961 года в ИФ РАН (до 1991 г. — АН СССР), где сначала окончил аспирантуру (1964), ныне ведущий научный сотрудник.
Кандидатская диссертация «Учение Аристотеля о категориях» (ИФАН, 1964). Докторская диссертация «Диалектика Аристотеля (диалектика историко-философского процесса)» (Тбилисский государственный университет, 1977).
Автор более 200 научных работ.
Член КПСС с 1966 года.
Входил в редакционно-издательский совет международного теоретического и общественно-политического журнала «Марксизм и современность».
Умер 6 мая 2024 года в возрасте 89 лет.